# Амимона (Эсхил)
«Амимона» (др.-греч. Ἀμυμώνη) — сатировская драма древнегреческого драматурга Эсхила (первая половина V века до н. э.), часть тетралогии, посвящённой мифу о Данаидах. Её текст почти полностью утрачен.

## Сюжет и судьба пьесы

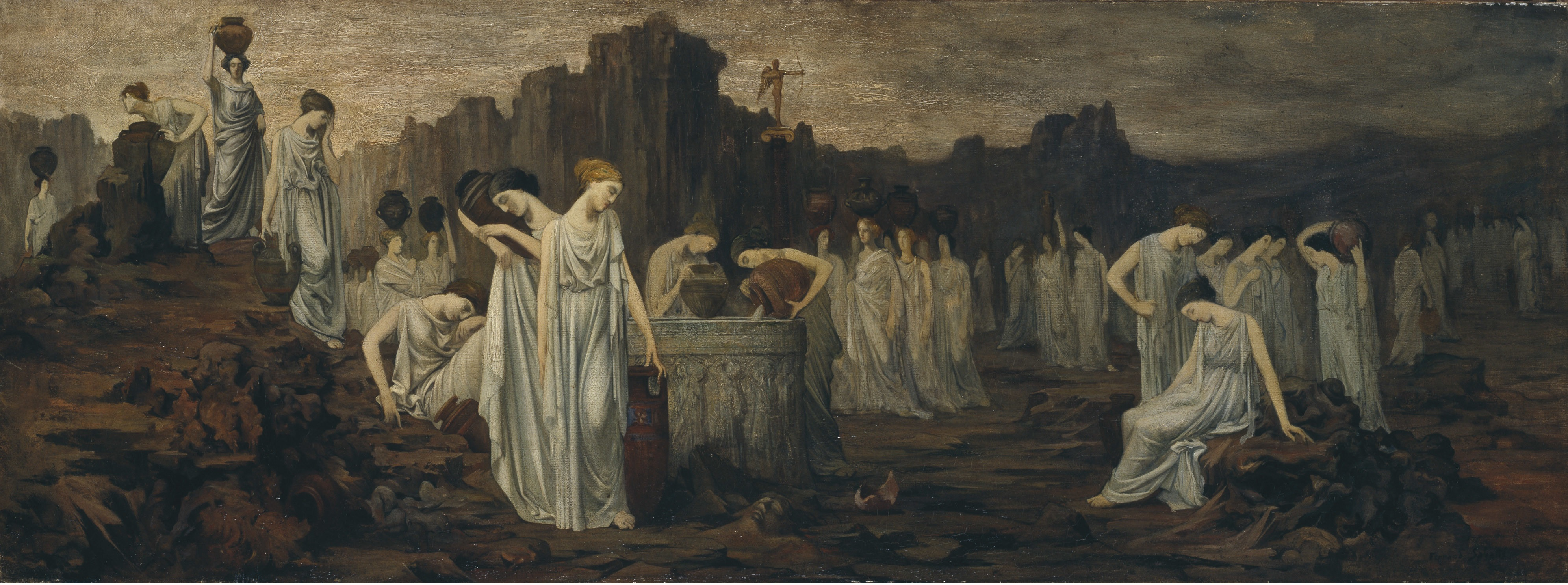
Фернан Сабатт. Дочери Даная. Около 1900 года

Заглавная героиня пьесы — мифологический персонаж, одна из пятидесяти дочерей аргосского царя Даная. Поскольку Арголида страдала от безводья, царь разослал дочерей на поиски источников. На Амимону во время этих поисков напал сатир, чтобы изнасиловать, но морской бог Посейдон спас её, а потом показал ей источник либо создал новый, ударив в скалу трезубцем. Посейдон стал любовником Амимоны, и она после этого родила сына Навплия.
Эсхил включил «Амимону» в состав тетралогии «Данаиды», куда вошли три трагедии: «Просительницы» (их текст сохранился), «Египтяне» и «Данаиды». В сатировской драме разрабатывается боковое ответвление истории о прибытии Данаид в Элладу, их браке с двоюродными братьями-Египтиадами и убийстве мужей. Текст «Амимоны» почти полностью утрачен. Сохранились только два коротких фрагмента, каждый в одну строку. В одном из них Посейдон говорит заглавной героине: «Твоя судьба — женой мне быть, мне — мужем быть».